# 中国人民解放军陆军合成第三十九旅
合成第三十九旅（英語：39th Medium Combined Arms Brigade），又称“铁血红军旅”，是中国人民解放军陆军第七十七集团军下辖的一个重型合成旅，驻地重庆市璧山区。

## 历史概述
2017年，摩步第三十七师拆出装甲团、步兵一一一团和防空团，组成合成第三十九旅，即本旅。

## 沿革
参考资料：
| 部隊番號                                 | 使用時期             |
| 三十七师装甲团                           | 三十七师装甲团       |
| ---------------------------------------- | -------------------- |
| 摩托化步兵第三十七師装甲团               | 1998年9月-2017年2月  |
| 一一一团                                 |                      |
| 晉冀魯豫野戰軍第四縱隊第十二旅第三十六团 | 1945年10月-1946年1月 |
| 晉冀魯豫野戰軍第四縱隊第十旅第三十团     | 1946年1月-1948年5月  |
| 中原野戰軍第四縱隊第十旅第三十团         | 1948年5月-1949年2月  |
| 中國人民解放軍第三十七師第一一一团       | 1949年2月-1960年1月  |
| 陆军第三十七師第一一一团                 | 1960年1月-1985年9月  |
| 摩托化步兵第三十七師第一一一团           | 1985年9月-1998年10月 |
| 摩托化步兵第三十七師第一一一团           | 1998年10月-2017年2月 |
| 合成旅组建                               |                      |
| 合成第三十九旅                           | 2017年2月至今        |